# Эштон, Робин
Робин К. Эштон (англ. Robin C. Ashton; род. XX век) — американский юрист. Генеральный инспектор Центрального разведывательного управления (ЦРУ).

## Образование
Эштон получила степень бакалавра гуманитарных наук в Мичиганском университете и степень доктора юридических наук в Юридической школе Уильяма и Мэри.

## Карьера

### Министерство юстиции США
До прихода в Центральное разведывательное управление (ЦРУ) работала в Управлении профессиональной ответственности Министерства юстиции США, где она с января 2011 года по сентябрь 2018 года занимала должность директора. Она также работала главным заместителем директора Исполнительного офиса прокуроров США.
В 2001 году газета The New York Times сообщила, что Эштон было отказано в продвижении по службе из-за политического спора. Сообщалось, что Моника Гудлинг, американский государственный юрист в администрации Президента США Джорджа Буша, была против продвижение Эштон по службе. Эштон дала показания вместе с Джеймсом Коми, который тогда был заместителем генерального прокурора, во время расследования в Конгрессе США поведения Гудлинг как государственного служащего.
За свою карьеру в Министерстве юстиции Эштон была награждена премией Генерального прокурора Клаудии Флинн за профессиональную ответственность (англ. Attorney General’s Claudia Flynn Award for Professional Responsibility), премией Генерального прокурора за выдающееся лидерство в управлении (англ. Attorney General’s Award for Outstanding Leadership in Management), премией прокурора США за выдающиеся заслуги (англ. United States Attorney’s Award for Meritorious Service) и премией директора исполнительной канцелярии прокуроров США за выдающиеся достижения в управлении (англ. Executive Office for U.S. Attorneys Director’s Award for Excellence in Management) и другими.

### Офис Директора Национальной разведки
С сентября 2018 года по июнь 2021 года Эштон занимала должность главного заместителя Генерального инспектора Разведывательного сообщества (IGIC) в Управлении Директора Национальной разведки.

### Центральное разведывательное управление
Эштон была назначена Генеральным инспектором ЦРУ Президентом Джо Байденом и 24 июня 2021 года утверждена голосованием Сената США.